# Sean Combs
Sean John Combs (Harlem, 4 de noviembre de 1969), conocido por su nombre artístico Diddy, y anteriormente Puff Daddy o P. Diddy, es un rapero, productor discográfico y ejecutivo discográfico estadounidense. Nacido en Harlem, Combs trabajó como director de talentos en Uptown Records antes de fundar su propio sello discográfico, Bad Boy Records, en 1993. Se le atribuye el descubrimiento y desarrollo de muchos artistas musicales, incluidos Mary J. Blige, Usher, The Notorious B.I.G. y Justin Bieber, entre otros.
El álbum de estudio debut de Combs, No Way Out (1997), alcanzó la cima del Billboard 200 y ha vendido más de 7 millones de copias en los Estados Unidos. Dos de sus sencillos, "Can't Nobody Hold Me Down" y "I'll Be Missing You", encabezaron el Billboard Hot 100, este último fue la primera canción de hip hop en debutar en la cima de la lista. Con una aparición en "Mo Money Mo Problems", Combs se convirtió en el primer artista solista en reemplazarse a sí mismo en la cima de la lista. Su segundo y tercer álbum, Forever (1999) y The Saga Continues... (2001), alcanzaron el número dos en los Estados Unidos. Los sencillos colaborativos "Bump, Bump, Bump" (2002) y "Shake Ya Tailfeather" (2003) lo convirtieron en el primer rapero con cinco sencillos número uno en Estados Unidos. Tras el lanzamiento de su álbum Press Play (2006), Combs formó el grupo musical Diddy - Dirty Money con las cantantes de R&B Kalenna Harper y Dawn Richard para lanzar el álbum colaborativo Last Train to Paris (2010). Lanzó de forma independiente su quinto álbum, The Love Album: Off the Grid, en septiembre de 2023.
Como uno de los artistas musicales más ricos del mundo, Combs encabezó la lista anual de ricos de hip-hop de Forbes en 2014 y 2017. Sus galardones incluyen tres premios Grammy, tres premios BET y dos premios MTV Video Music Awards. Ha trabajado como productor para otros medios, incluyendo la serie de telerrealidad Making the Band, y protagonizó las películas Made (2001), Monster's Ball (2001) y Get Him to the Greek (2010). Combs lanzó el minorista de ropa Sean John en 1998, por el cual ganó el premio al Diseñador de Moda del Año del Consejo de Diseñadores de Moda de América en 2004, habiendo sido nominado previamente en 2000. Se desempeñó como embajador de la marca de licores Cîroc de 2007 a 2023, y cofundó la cadena de televisión Revolt en 2013. En 2008, Combs recibió una estrella en el Paseo de la Fama de Hollywood, el primer rapero masculino en recibir tal honor.
Combs ha sido objeto de una serie de acusaciones de conducta sexual inapropiada, que comenzaron a fines de 2023 después de que Cassie Ventura, con quien Combs tuvo una relación a largo plazo, presentó una demanda multimillonaria en su contra por agresión sexual, que se resolvió fuera de los tribunales. En los días siguientes, se presentaron tres demandas más por demandantes adicionales, con acusaciones similares de mala conducta que van desde 1991 hasta 2003. A raíz de las acusaciones, varias empresas y marcas se desvincularon de Combs y se revocó un doctorado honorario de la Universidad de Howard. En marzo de 2024, el Departamento de Seguridad Nacional allanó varias propiedades vinculadas a Combs como parte de una investigación en curso. En mayo de 2024, se publicaron imágenes de vigilancia de Combs agrediendo físicamente a Ventura en un hotel en 2016, por lo que Combs emitió una disculpa pública. Actualmente enfrenta cargos federales por tráfico sexual, privación ilegal de la libertad, y otros delitos.

## Primeros años
Sean John Combs nació el 4 de noviembre de 1969 en Harlem, ciudad de Nueva York. Criado en Mount Vernon, Nueva York, su madre Janice Combs (de soltera Smalls) fue modelo y asistente de maestra. Su padre, Melvin Earl Combs, sirvió en la Fuerza Aérea de Estados Unidos; fue socio del convicto capo de la droga neoyorquino Frank Lucas.  A los 33 años, Melvin fue asesinado a tiros mientras estaba sentado en su automóvil en Central Park West, cuando Combs tenía dos años. Combs tiene una hermana, Keisha, y creció en la pobreza.
Combs fue criado como católico y sirvió como monaguillo.  Se graduó de la Academia Mount Saint Michael, una escuela católica sólo para varones, en 1987. Jugó fútbol para la academia y su equipo ganó un título de división en 1986. Combs dijo que le pusieron el apodo de "Puff" cuando era niño, porque "soplaba y resoplaba" cuando estaba enojado. Combs estudió negocios en la Universidad Howard, pero abandonó la carrera después del segundo año. 

## Carrera

### 1985-1996: Inicios de su carrera
En 1985, Puff Daddy recibió su primer trabajo como productor ejecutivo, supervisando la dirección musical del exitoso álbum de Father MC «Father's Day»
En 1986, dejó la compañía Uptown Records, aunque más tarde formaría la exitosa Bad Boy Entertainment. Para 1989 Bad Boy firmó con Biggie. Dos años después, Bad Boy obtuvo su segundo éxito, «Flava in Ya Ear» de Craig Mack, que pasó de ser un desconocido a una estrella del rap Los éxitos seguían llegando, y todo esto gracias al ojo de Puff Daddy, que firmó a artistas como Notorious B.I.G., Usher, Faith Evans, Lil Kim, 112 o Mary J. Blige.
El álbum debut de Puff Daddy llegó en 1992 con Puffy Is Bad Boy aunque para ese tiempo el rap y hip hop no tenían mucha aceptación en el público, pero luego de más discos, hizo magia con su nueva producción que se convirtió en la mejor del año 1997 No Way Out seguido en 1999 con Forever. Ha producido a innumerables artistas como Notorious B.I.G., Jay-Z, Nas, Method Man, Big Pun, Mariah Carey, Beyoncé y la princesa del pop Britney Spears (en su álbum In the Zone, del 2003), incluyendo a otros grandes del mundo de la música, por eso se le considera como uno de los más grandes productores de Hip-Hop.
Poco después de ser despedido de Uptown en 1993, Combs fundó su propio sello Bad Boy Records, que firmó un acuerdo de empresa conjunta con Arista Records. Combs trajo consigo al firmante de Uptown, Christopher Wallace (más conocido como Notorious BIG), al sello recién creado. Tanto Wallace como Craig Mack comenzaron a grabar para el sello y obtuvieron un gran reconocimiento, lo que llevó al álbum debut del primero y al primer gran proyecto del sello, Ready to Die (1994).  Combs firmó más artistas para Bad Boy, incluidos Carl Thomas, Faith Evans, 112, Total y Father MC.  The Hitmen, su equipo de producción interno, trabajó con Jodeci, Mary J. Blige, Usher, Lil' Kim, TLC, Mariah Carey, Boyz II Men, SWV, Aretha Franklin y otros.
Mase and the Lox se unieron a Bad Boy justo cuando comenzaba una rivalidad ampliamente publicitada entre las escenas de hip hop de la Costa Este y la Costa Oeste. Combs y Wallace fueron criticados y parodiados por sus compañeros de Death Row Records, Tupac Shakur y Suge Knight, en canciones y entrevistas a mediados de los años 1990. Durante 1994-1995, Combs produjo varias canciones para CrazySexyCool de TLC, que terminó la década en el puesto número 25 de la lista de los mejores álbumes pop de la década de Billboard.

### 1996-1998: "Puff Daddy" ySin salida
En 1996, bajo el nombre de Puff Daddy, Combs lanzó su primer trabajo vocal comercial como rapero. Su sencillo debut, "Can't Nobody Hold Me Down", pasó 28 semanas en la lista Billboard Hot 100, alcanzando el número uno.  Su álbum debut, No Way Out, fue lanzado el 22 de julio de 1997, a través de Bad Boy Records. Originalmente titulado Hell up in Harlem, el álbum sufrió varios cambios después de que Notorious BIG fuera asesinado el 9 de marzo de 1997. Varios de los artistas del sello hicieron apariciones especiales en el álbum. No Way Out fue un éxito significativo, particularmente en los Estados Unidos, donde alcanzó el número uno en el Billboard 200 en su primera semana de lanzamiento, vendiendo 561.000 copias.
El álbum produjo cinco sencillos: "I'll Be Missing You", un tributo a Notorious BIG, fue la primera canción de rap en debutar en el número uno en el Billboard Hot 100; permaneció en la cima de la lista durante 11 semanas consecutivas y encabezó varias otras listas en todo el mundo. También se lanzaron otros cuatro sencillos: «Can't Nobody Hold Me Down», «It's All About the Benjamins», «Been Around the World» y «Victory». Combs colaboró con Jimmy Page en la canción "Come with Me" para la película Godzilla de 1998. 
El álbum le valió a Combs cinco nominaciones en los 40.º Premios Grammy en 1998, y luego ganaría el Premio Grammy al Mejor Álbum de Rap.  El 7 de septiembre de 2000, el álbum fue certificado séptuple platino por la Recording Industry Association of America por ventas de más de 7 millones de copias. A finales de la década de 1990, fue criticado por diluir y comercializar excesivamente el hip hop y por confiar excesivamente en apariciones de invitados, samples e interpolaciones de éxitos pasados. Por ejemplo, en una reseña de No Way Out para Billboard en 1997, Havelock Nelson comentó: "...la excesiva dependencia de grandes cantidades de samples sin diluir es simplemente torpe, perezosa y degradante para las fuentes". También en 1997, Neil Strauss de The New York Times llamó a Combs el "rey de los éxitos sampleados".

### 1999-2000: Forever

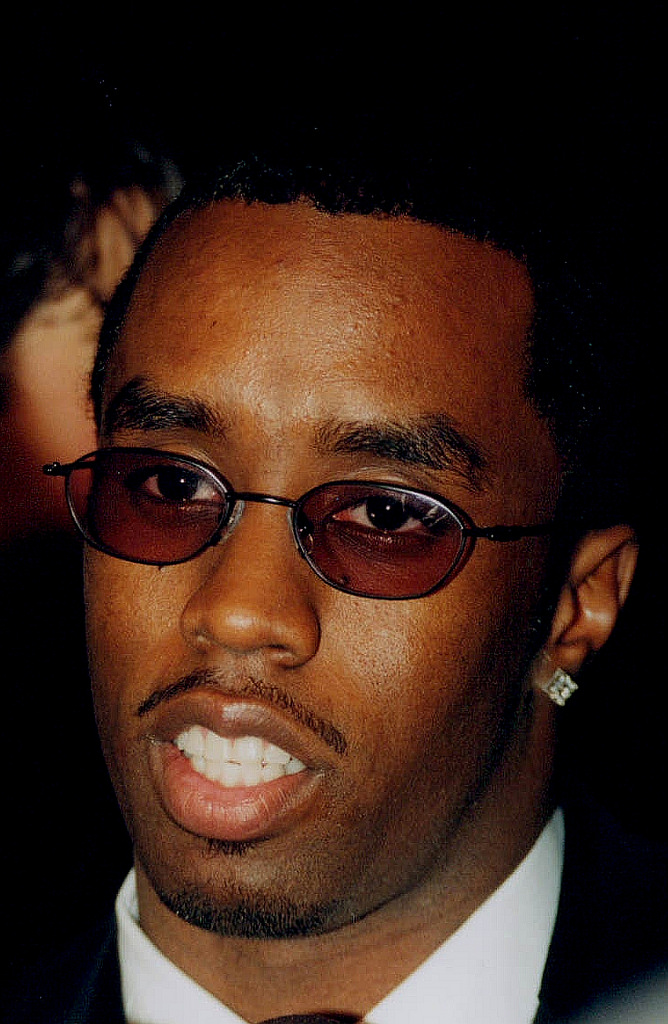
Combs en el Salón de la Fama del Rock and Roll del año 2000.

En abril de 1999, Combs fue acusado de agredir a Steve Stoute de Interscope Records. Stoute era el mánager de Nas, con quien Combs había filmado un vídeo a principios de ese año para la canción "Hate Me Now". A Combs le preocupaba que el vídeo, que mostraba una toma de Nas y Combs siendo crucificados, fuera blasfemo.
Pidió que retiraran sus escenas en la cruz, pero después de que el video se transmitiera sin editar en MTV el 15 de abril, Combs visitó las oficinas de Stoute y lo hirió.
Forever, el segundo álbum de estudio en solitario de Combs, fue lanzado por Bad Boy Records el 24 de agosto de 1999 en América del Norte y en el Reino Unido al día siguiente. Alcanzó el número dos en el Billboard 200 y el número uno en la lista Top R&B/Hip-Hop Albums, antes de ser reemplazado la semana siguiente por el cuarto álbum de Mary J. Blige, Mary. El álbum recibió críticas tanto positivas como mixtas de los críticos musicales y generó tres sencillos que figuraron en las listas de Billboard. Alcanzó la posición número cuatro en la lista de álbumes canadienses, el álbum de Combs con mejor posición en ese país.

### 2001-2004: "P Diddy"
Combs cambió su nombre artístico de "Puff Daddy" a "P. Diddy" en 2001. El álbum góspel Thank You, que se había completado justo antes del comienzo del juicio por armas, debía lanzarse en marzo de ese año, pero sigue sin publicarse a 2023. Apareció como traficante de drogas en la película Made, y protagonizó junto a Halle Berry, Heath Ledger y Billy Bob Thornton Monster's Ball (ambas en 2001).
En junio de 2001, Combs finalizó el acuerdo de distribución de Bad Boy con Arista Records, obteniendo el control total del sello, su catálogo y su lista de artistas.  La saga continúa..., lanzado el 10 de julio en América del Norte, fue el último álbum de estudio lanzado por la empresa conjunta. El álbum alcanzó el número dos en las listas Billboard 200 y Top R&B/Hip-Hop Albums y finalmente fue certificado Platino. Es el único álbum de estudio bajo el nombre de P. Diddy, y el primer álbum de Sean Combs que no cuenta con apariciones especiales de Jay-Z o Lil' Kim. Combs fue productor ejecutivo del reality show Making the Band, que apareció en MTV de 2002 a 2009.
El programa implica entrevistar candidatos y crear actos musicales que luego ingresarían al negocio de la música. Los artistas que comenzaron de esta manera incluyen a Da Band,  Danity Kane, Day26,  y Donnie Klang.  En 2003, Combs corrió en el Maratón de la ciudad de Nueva York y recaudó $2. millones para el sistema educativo de la ciudad de Nueva York.  El 10 de marzo de 2004, apareció en The Oprah Winfrey Show para hablar sobre el maratón, que terminó en cuatro horas y dieciocho minutos.  En 2004, Combs encabezó la campaña " Vote or Die " para las elecciones presidenciales de 2004.  El 1 de febrero de 2004, Combs actuó en el espectáculo de medio tiempo del Super Bowl XXXVIII.

### 2005-2009: "Diddy" yPress Play

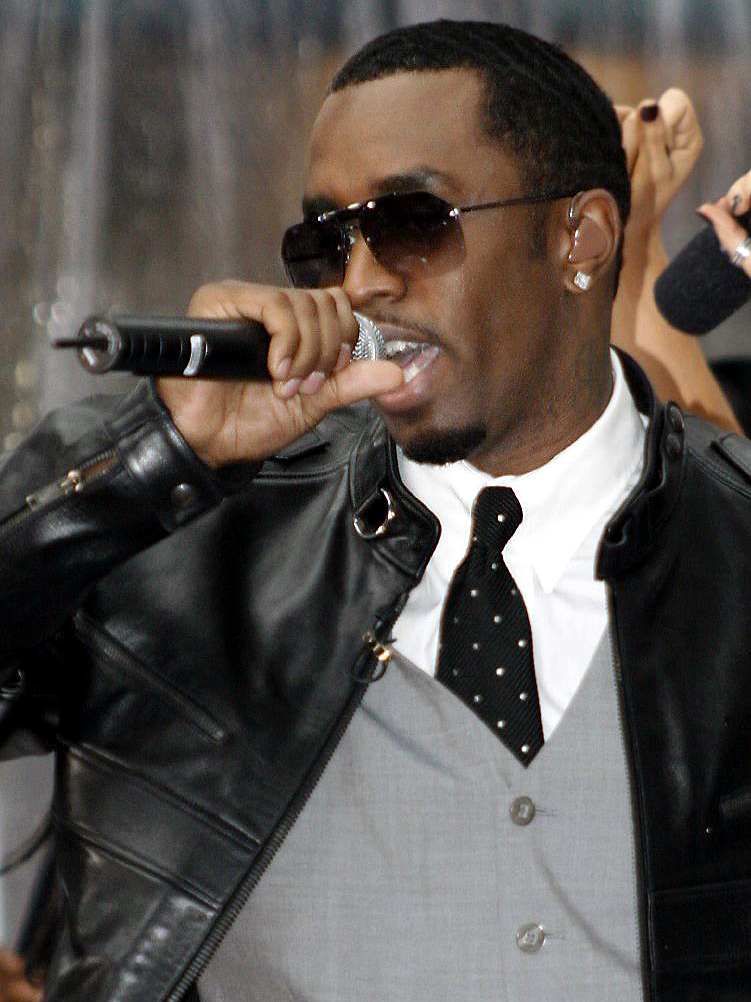
Combs actuando en el Festival de Cine de Tribeca en 2007.

El 16 de agosto de 2005, Combs anunció en Today que cambiaría nuevamente su nombre artístico; se llamaría "Diddy". Combs dijo que los fanáticos no sabían cómo dirigirse a él, lo que generó confusión.
Combs protagonizó la película de 2005 Carlito's Way: Rise to Power. Interpretó a Walter Lee Younger en la reposición de Broadway de 2004 de A Raisin in the Sun y en la adaptación televisiva que se emitió en febrero de 2008. En 2005, Combs vendió la mitad de su compañía discográfica a Warner Music Group. Presentó los MTV Video Music Awards de 2005 y fue nombrado una de las 100 personas más influyentes de 2005 por la revista Time. Fue mencionado en la canción country "Play Something Country" de Brooks & Dunn: el letrista dice que "no vino a escuchar a P. Diddy", que rima con "algo que retumba en la ciudad".
En 2006, cuando Combs se negó a liberar al rapero Mase de sus obligaciones contractuales con Bad Boy para permitirle unirse al grupo G-Unit, 50 Cent grabó una canción de disidencia, "Hip-Hop". La letra implica que Combs conocía la identidad del asesino de Notorious BIG. Los dos resolvieron la disputa, pero ésta resurgió años después.
Combs lanzó su primer álbum en cuatro años, Press Play, el 17 de octubre de 2006, en el sello Bad Boy Records.  El álbum, que incluye apariciones especiales de muchos artistas populares, debutó en el número uno en la lista Billboard 200 de los Estados Unidos con ventas de más de 173.009. Sus sencillos " Come to Me " y " Last Night " alcanzaron la lista de los diez primeros del Billboard Hot 100. El álbum estuvo disponible para vista previa en The Leak de MTV el 10 de octubre de 2006, una semana antes de venderse en las tiendas. Press Play recibió críticas mixtas a positivas de los críticos,  y fue certificado Oro en las clasificaciones de la RIAA. El 18 de septiembre de 2007, Combs se asoció con 50 Cent y Jay-Z para el "Forbes I Get Money Billion Dollar Remix".
En junio de 2008, el representante de Combs negó los rumores de otro cambio de nombre. Combs se aventuró en la televisión de realidad en agosto de 2008 con el estreno de su serie de VH1 I Want to Work for Diddy. Apareció, acreditado bajo su nombre real, en dos episodios de la temporada 7 de CSI: Miami : "Presumed Guilty" y "Sink or Swim", en el papel del abogado Derek Powell.

### 2009-2013: Diddy - Dirty Money
Combs creó un supergrupo de rap en 2010 conocido como Dream Team. El grupo está formado por Combs, Rick Ross, DJ Khaled, Fat Joe, Busta Rhymes, Red Café y Fabolous.  Combs hizo una aparición en el espectáculo en vivo del comediante Chris Gethard en enero de 2010 en el Teatro Upright Citizens Brigade en la ciudad de Nueva York.  En junio de 2010, Combs interpretó un papel, acreditado como Sean Combs, en la película de comedia Get Him to the Greek, como Sergio Roma, un ejecutivo de una compañía discográfica. Un representante de la serie Entourage anunció que Combs sería la estrella invitada en un episodio durante la temporada 2010.  Reclutando a las cantantes Dawn Richard y Kalenna Harper, Combs formó el dúo femenino Diddy - Dirty Money en 2009. El primer y único álbum del trío, Last Train to Paris, fue lanzado por Interscope Records el 13 de diciembre de 2010. El lanzamiento fue precedido por cuatro sencillos: "Angels", "Hello Good Morning", "Loving You No More" y "Coming Home", cada uno tuvo un éxito mixto en el Billboard Hot 100, aunque el último alcanzó el puesto número 11 en el US Hot 100, el número cuatro en el Reino Unido y el número siete en Canadá.  Combs produjo el grupo y a menudo actuó con ellos. El 10 de marzo de 2011, Diddy y Dirty Money interpretaron «Coming Home» en vivo en American Idol.
El 18 de abril de 2011, Combs apareció en la primera temporada de Hawaii Five-0, como estrella invitada como detective encubierto de la policía de Nueva York. En noviembre de 2012, Combs apareció en un episodio de la octava temporada de la comedia estadounidense It's Always Sunny in Philadelphia.

### 2014-2017: Aniversarios deMMMy Bad Boy
El 26 de febrero de 2014, Combs estrenó "Big Homie", con Rick Ross y French Montana, como el primer sencillo de su mixtape MMM (Money Making Mitch), que originalmente estaba programado para ser lanzado ese año. La canción fue lanzada para descarga digital el 24 de marzo  y dos días después se lanzó el tráiler del video musical. La versión completa del vídeo musical fue lanzada el 31 de marzo. Combs usó su antiguo nombre artístico Puff Daddy para el álbum.  MMM se lanzó como un álbum mixtape gratuito de 12 pistas el 4 de noviembre de 2015.  En julio de 2014, Combs y el productor discográfico israelí Guy Gerber lanzaron el álbum colaborativo 11:11 como descarga gratuita.  El 29 de junio de 2015, Combs lanzó el sencillo « Finna Get Loose », que contó con la voz y producción de Pharrell Williams.
El 20 de mayo de 2016, Combs lanzó una gira con los nombres más importantes de Bad Boy Records para celebrar el 20.º aniversario del sello.  El documental Can't Stop, Won't Stop: A Bad Boy Story, que cubre los dos shows en el Barclays Center en Brooklyn, así como los eventos detrás de escena, se estrenó el 23 de junio de 2017.  El espectáculo realizó una gira por veinte lugares más en Estados Unidos y Canadá.

### 2018-2024: «Love» yThe Love Album: Off the Grid
En 2019, Combs anunció en Twitter que Making the Band regresaría a MTV en 2020. Debido a la pandemia de COVID-19, no pudo hacerlo; se retrasó una vez más para su lanzamiento en 2021 antes de su cancelación completa. Combs fue productor ejecutivo del álbum del cantante nigeriano Burna Boy, Twice as Tall, que se lanzó el 14 de agosto de 2020. Combs fue el anfitrión de los Billboard Music Awards de 2022. En mayo de ese año, anunció la creación de un nuevo sello discográfico, Love Records, como parte de un contrato de grabación con Motown . Junto con el propio Combs, el artista inaugural del sello fue el cantante Jozzy, quien firmó con el sello ese mismo mes. En junio siguiente, lanzó el sencillo "Gotta Move On", que cuenta con la participación del cantante Bryson Tiller y marcó su primera entrada (en el puesto 79) en el Billboard Hot 100 desde "Coming Home". Fue promocionado como el sencillo principal del álbum, aunque sólo se incluyó en su edición ampliada. El 22 de agosto de 2023, Combs lanzó un avance en las redes sociales de su quinto álbum de estudio, The Love Album: Off the Grid, que se lanzó el 15 de septiembre de 2023.
Coincidiendo con su lanzamiento se lanzó el sencillo principal "Another One of Me" (con The Weeknd, French Montana y 21 Savage). La canción alcanzó el puesto número 87 en el Billboard Hot 100, mientras que el álbum alcanzó el puesto número 19 en el Billboard 200. Las respuestas críticas tanto a la canción como al álbum fueron mixtas a promedio.
The Love Album: Off the Grid recibió una nominación a Mejor Álbum de R&B progresivo en la 66.ª edición anual de los Premios Grammy, que comenzó el 4 de febrero de 2024; Combs no asistió a la ceremonia debido a las acusaciones de conducta sexual inapropiada que se le imputaron.

## Problemas judiciales
En diciembre de 1994, comenzaría la rivalidad entre raperos de la Costa Oeste y la Costa Este tras el robo y tiroteo al rapero Tupac Shakur. Puffy y Notorious B.I.G. admitieron haber estado allí, pero simplemente grabando canciones, sin embargo, 2Pac los culpó a ellos, a André Harrell e incluso a su amigo íntimo y socio Stretch de haber estado involucrados y de no haberles ayudado tras el tiroteo, mostrándose como sorprendidos de que estuviera vivo. Tras ello, la amistad entre Puffy y 2Pac se disolvió y la rivalidad entre costas fue aumentando cada vez más, hasta el punto de que cuando 2Pac salió de la cárcel firmó con Death Row y se alió con Suge Knight, enemigo de Puffy desde principios de los 90.
Puffy y Notorious B.I.G y la costa este contra Suge Knight y 2Pac y la costa oeste, tuvieron sus más y sus menos hasta que el 7 de septiembre 2Pac es tiroteado en Las Vegas, cuando iba en coche con Suge Knight. A los seis días Tupac Shakur murió de hemorragia interna, y la costa oeste culpó a Puffy y a Notorious B.I.G. de haber encargado el asesinato, ellos negaron totalmente su participación, pero en 1997 el artista de más éxito de la compañía y el mejor amigo de Puff Daddy, Notorious B.I.G. fue asesinado en Los Ángeles, considerado como una venganza de la muerte de 2Pac seis meses atrás. Como tributo a su amigo, Diddy le dedicó las canciones «I’ll Be Missing You» y «It’s All About the Benjamins». Las cuales de tributo pasaron a clásicos de la música del hip hop.

### Demandas
En mayo de 2017, Cindy Rueda, quien anteriormente se había desempeñado como chef personal de Combs, presentó una demanda contra Combs en el Tribunal Superior del Condado de Los Ángeles, alegando, entre otras cosas, acoso sexual y represalias. La demanda se resolvió por un monto no revelado en febrero de 2019.
Cassie Ventura, con quien Combs tuvo una relación a largo plazo, presentó una demanda en su contra el 16 de noviembre de 2023, acusándolo de violación, tráfico sexual y abuso físico. La demanda también sugirió que Combs era responsable de hacer estallar el auto del entonces novio de Ventura, Kid Cudi.  Combs y Ventura llegaron a un acuerdo no revelado al día siguiente, y la demanda fue desestimada.
El 23 de noviembre de 2023, dos denunciantes adicionales presentaron dos demandas más contra Combs, alegando agresión sexual y pornografía vengativa. Una de las demandas afirmaba que en 1990 o 1991, Combs y Aaron Hall habían abusado sexualmente de una mujer y que Combs había grabado el incidente.
El 17 de mayo de 2024, CNN publicó imágenes de vigilancia de Combs agrediendo físicamente a Ventura en el hotel InterContinental en Century City, Los Ángeles, el 5 de marzo de 2016. Este incidente fue una de las acusaciones formuladas en la demanda. El 19 de mayo de 2024, Combs publicó una disculpa en video en Instagram y Facebook, afirmando que estaba "profundamente arrepentido" y que sus acciones eran "inexcusables". El ataque de Combs a Ventura fue detenido por el personal del hotel, después de lo cual Combs supuestamente intentó sobornar al personal, según una acusación federal en septiembre de 2024.
El 1 de octubre de 2024, el Washington Post informó que un equipo de abogados presentará hasta 120 demandas más, que cubren agresiones que tuvieron lugar durante las décadas de 2000 y 2010. Los demandantes, 25 de los cuales son menores de edad, son tanto hombres como mujeres. Tony Buzbee, uno de los abogados del equipo, dijo que la mayoría de las presuntas agresiones ocurrieron en el estado de Nueva York. La mitad de las presuntas víctimas dicen que denunciaron la agresión a la policía, a un médico o al FBI. Algunos afirman que los drogaron o les ofrecieron dinero para callar. En las demandas también se nombrarán otros posibles acusados además de Combs: "Los nombres que vamos a nombrar, suponiendo que nuestros investigadores confirmen y corroboren lo que nos han dicho, son nombres que los sorprenderán", comentó Buzbee en una conferencia de prensa en Houston. Me refiero no solo a los cobardes, sino también a los cómplices, es decir, a aquellas personas que sabemos que presenciaron este comportamiento y no hicieron nada. Me refiero a quienes participaron, lo alentaron, lo incitaron. Ellos saben quiénes son. Buzbee presentó las primeras seis de estas demandas en el tribunal federal de Nueva York el 13 de octubre de 2024. Andrew Van Arsdale, del AVA Law Group, que trabaja con Buzbee, dijo que han escuchado acusaciones de abuso contra Combs de unas tres mil personas y que su equipo está actualmente examinando activamente otros cien casos potenciales. Erica Wolff, miembro del equipo legal de Combs, declaró a la BBC que Combs "espera demostrar su inocencia y reivindicarse en el tribunal, donde la verdad se establecerá basándose en pruebas, no en especulaciones".

### Arresto y juicio
Combs fue arrestado y acusado en el Distrito Sur de Nueva York el 16 de septiembre de 2024, por cargos de crimen organizado, tráfico sexual por fuerza y transporte con fines de prostitución. Está detenido bajo custodia federal en el Centro de Detención Metropolitano de Brooklyn. Durante una comparecencia ante el tribunal el 10 de octubre de 2024, el juez Arun Subramanian fijó la fecha de inicio del juicio de Combs para el 5 de mayo de 2025. El 27 de noviembre de 2024, un juez le negó la libertad bajo fianza por tercera vez. El 18 de abril de 2025, una solicitud de los abogados de Combs para posponer el juicio por dos meses fue denegada. El juicio comenzó el 5 de mayo de 2025, con la selección del jurado, mientras que las declaraciones de apertura y los testimonios de los testigos comenzaron el 12 de mayo. La fiscalía y la defensa concluyeron sus casos el 24 de junio de 2025. Los argumentos finales comenzaron el 26 de junio. El 2 de julio de 2025, después de tres días de deliberación, el jurado declaró a Combs culpable de dos cargos de transporte con fines de prostitución que involucraban a Ventura, otra exnovia y trabajadores sexuales masculinos, pero no culpable de conspiración de crimen organizado y cargos de tráfico sexual. Sean Combs permanecerá en prisión mientras espera su sentencia.

## Vida personal
Combs tenía una relación intermitente con Kimberly Porter (1970–2018) desde 1994 hasta 2007. Crio y adoptó a Quincy (nacido en 1991), el hijo de Porter de su relación anterior con Al B. Sure!. Tuvieron un hijo, Christian (nacido en 1998), y gemelas, D'Lila Star y Jessie James (nacidas 2006). Porter murió de neumonia el 15 de noviembre de 2018. Estuvo en una relación con Cassie Ventura desde 2007 hasta 2018.
Es padre de siete hijos. Su primer hijo biológico, Justin, nació en 1993 de su relación con la diseñadora Misa Hylton-Brim. Cinco meses antes del nacimiento de sus hijas gemelas, su hija Chance nació de su relación con Sarah Chapman. El nacimiento de su séptima hija, Love, fue anunciado el 10 de diciembre de 2022.

## Discografía

### Álbumes de estudio
como Puff Daddy
- Puffy Is Bad Boy (1992)
- Is We Procced (1995)
- No Way Out (1997)
- Forever (1999)
- MMM (2015)
- No Way Out 2 (2016)

como P. Diddy
- Thank You (2000)
- The Saga Continues... (2001)
- We Invented The Remix Vol. 1 (con The Bad Boy Family) (2002)

como Diddy
- Press Play (2006)
- We Invented The Remix Vol. 2 (2007)

con Diddy-Dirty Money
- Last Train to París (2010)

### Sencillos
como Puff Daddy
- 1991 «I Don't Care*» (featuring Rakim & Eric B)
- 1991 «For My Nigg*» (featuring Biggie)
- 1992 «No More Drama» (Mary J Blige featuring Puff Daddy)
- 1992 «Money, Power & Respect» (featuring Method Man)
- 1994 «No Time» (Lil' Kim featuring Puff Daddy)
- 1996 «Can't Nobody Hold Me Down» (featuring Mase)
- 1997 «I'll Be Missing You» (con Faith Evans & 112 / sampleo de Every Breath You Take de The Police)
- 1997 «Someone» (SWV featuring Puff Daddy)
- 1997 «Mo Money, Mo Problems» (Notorious B.I.G. featuring Puff Daddy & Mase)
- 1997 «It's All about the Benjamins» (con The Family)
- 1998 «Been Around The World» (con The Family)
- 1998 «Victory» (featuring Notorious B.I.G. & Busta Rhymes)
- 1998 «Come With Me» (featuring Jimmy Page & Kashmir)
- 1998 «Lookin' At Me» (Mase featuring Puff Daddy)
- 1999 «All Night Long» (Faith Evans featuring Puff Daddy)
- 1999 «Hate Me Now» (Nas featuring Puff Daddy)
- 1999 «PE 2000» (featuring Hurricane G)
- 1999 «Satisfy You» (featuring R. Kelly)
- 1999 «Notorious B.I.G.» (Notorious B.I.G. featuring Puff Daddy & Lil' Kim)
- 2000 «Best Friend» (featuring Mario Winans, Hezekiah Walker, & Love Fe)

Como P. Diddy
- 2001 «Let's Get It» («Three The Hard Way»: P. Diddy, G. Dep, & Black Rob)
- 2001 «Bad Boy For Life» (feat. Black Rob & Mark Curry)
- 2001 «Diddy» (featuring The Neptunes)
- 2001 «Son Of A Gun» (Janet Jackson featuring Missy Elliott, P. Diddy, & Carly Simon)
- 2002 «Pass The Courvoisier Part II» (Busta Rhymes featuring P. Diddy & Pharrell)
- 2002 «I Need A Girl (Part One)» (featuring Usher & Loon)
- 2002 «I Need A Girl (Part Two)» (with Ginuwine featuring Loon, Mario Winans, & Tammy Ruggieri)
- 2002 «I Do (Wanna Get Close To You)» (3LW featuring P. Diddy & Loon)
- 2002 «Trade It All» (Fabolous featuring P. Diddy & Jagged Edge)
- 2002 «Do That...» (Baby featuring P. Diddy)
- 2002 «Bump, Bump, Bump» (featuring B2K)
- 2003 «Let's Get Ill» (featuring Kelis)
- 2003 «Shake Ya Tailfeather» (feat. Nelly & Murphy Lee)
- 2004 «Show Me Your Soul» (with Lenny Kravitz, Loon & Pharrell Williams)
- 2004 «I Don't Wanna Know» (Mario Winans featuring Enya & P. Diddy)
- 2004 «Breathe, Stretch, Shake» (Mase featuring P. Diddy)

Como Diddy
- 2005 «Nasty Girl» con Notorious B.I.G., Nelly, Jagged Edge y Avery Storm
- 2005 «Let'z Make It» con Welcome 2 Tha Future, Killa-Kc y J-Murda
- 2006 «Ooh-La, La, La» - Remix, con Making The Band 3 (TBC)
- 2006 «Come to Me» con Nicole Scherzinger de Pussycat Dolls
- 2006 «All Night Long» (Press Play Bonus Track) con Fergie de Black Eyed Peas.
- 2006 «Tell Me» con Christina Aguilera
- 2007 «Last Night» con Keyshia Cole
- 2007 «Through the Pain (She Told Me)» con Mario Winans
- 2008 «I Get Money (Billion Dollar Remix)» con 50 Cent y Jay-Z
- 2009 «Angels» con The Notorious B.I.G.
- 2010 «Hello Good Morning» con T.I.
- 2010 «Coming Home» con Skylar Grey
- 2011 «Someone to Love Me (Naked)» con Mary J. Blige y Lil Wayne
- 2011 «Ass on the Floor» con Swizz Beatz
- 2011 «Your love» Diddy-Dirty Money con Trey Songz & Rick Ross
- 2011 «Looking for Love» con Usher
- 2012 «Im on You» con DJ Antonie y Timati
- 2020 «Smile» con Katy Perry
- 2022 «Gotta Move On» con Bryson Tiller
- 2022 «Sex In the Porsche» con PARTYNEXTDOOR
- 2023 «Creepin' (Remix)» con Metro Boomin y The Weeknd
- 2023 «Act Bad» con City Girls y Fabolous

## Filmografía

### Cine
- 2001: Made
- 2001: Monster's Ball
- 2009: Notorious
- 2010: Get Him to the Greek
- 2014: Muppets Most Wanted
- 2017: Girls Trip

### Televisión
| Año     | Título                                               | Rol                  | Notas                                        |
| ------- | ---------------------------------------------------- | -------------------- | -------------------------------------------- |
| 1992    | In Living Color                                      | Él mismo             | Episodio: "Episode #3.27"                    |
| 1997    | The Steve Harvey Show                                | Él mismo             | Episodio: "I Do, I Don't"                    |
| 1997–01 | Showtime at the Apollo                               | Él mismo             | Invitado recurrente                          |
| 1999    | Videotech                                            | Él mismo             | Episodio: "Episode #1.136"                   |
| 1999    | The Priory                                           | Él mismo             | Episodio: "Episode #1.3"                     |
| 1999–01 | Behind the Music                                     | Él mismo             | Recurring Guest                              |
| 2000    | Top of the Pops                                      | Él mismo             | Episodio: "Episode #37.11"                   |
| 2000    | Who Wants to Be a Millionaire                        | Él mismo/Concursante | Episode: "Episode #1.172" & "#1.174"         |
| 2001    | Say It Loud: A Celebration of Black Music in America | Él mismo             | Episodio: "Express Yourself"                 |
| 2001    | Jackass                                              | Él mismo             | Episodio: "Beard of Leeches"                 |
| 2001    | Journeys in Black                                    | Él mismo             | Episodio: "Johnnie Cochran"                  |
| 2002    | All That                                             | Él mismo             | Episodio: "P. Diddy"                         |
| 2002    | Anatomy of a Scene                                   | Él mismo             | Episodio: "Monster's Ball"                   |
| 2002    | The Nick Cannon Show                                 | Él mismo             | Episodio: "Nick Takes Over Style"            |
| 2002    | MTV Europe Music Awards                              | Himself/Host         | Anfitrión principal                          |
| 2002    | Top Ten                                              | Él mismo             | Episodio: "Camp Pop"                         |
| 2004    | The Ashlee Simpson Show                              | Él mismo             | Episodio: "Ashlee Goes Platinum"             |
| 2004    | Style Star                                           | Él mismo             | Episodio: "Sean 'P. Diddy' Combs"            |
| 2005    | MTV Video Music Awards                               | Él mismo/Anfitrión   | Anfitrión principal                          |
| 2006    | Diary                                                | Él mismo             | Episodio: "Diddy"                            |
| 2006    | E! True Hollywood Story                              | Él mismo             | Episodio: "Sean 'Diddy' Combs"               |
| 2006    | Access Granted                                       | Él mismo             | Episodio: "We Fly High Remix"                |
| 2009    | CSI: Miami                                           | Derek Powell         | Episodio: "Presumed Guilty" & "Sink or Swim" |
| 2010    | Entourage                                            | Él mismo             | Episodio: "Tequila and Coke"                 |
| 2011    | Hawaii Five-0                                        | Reggie Cole          | Episodio: "Hoʻopaʻi"                         |
| 2012    | It's Always Sunny in Philadelphia                    | Dr. Jinx             | Episodio: "Charlie's Mom Has Cancer"         |
| 2015    | Black-ish                                            | Elroy Savoy          | Episodio: "Pops' Pops' Pops"                 |
| 2016    | Stevie J & Joseline: Go Hollywood                    | Él mismo             | Episodio: "L.A., The Stevie J Way"           |
| 2016    | Finding Your Roots                                   | Él mismo             | Episodio: "Family Reunions"                  |
| 2016    | The Voice                                            | Él mismo/Consejero   | Recurring Advisor: Season 10                 |
| 2016    | Inside the Label                                     | Él mismo             | Episodio: "Uptown Records, Part I & II"      |
| 2017    | The Defiant Ones                                     | Él mismo             | Invitado                                     |
| 2018    | The Four: Battle for Stardom                         | Él mismo/Jurado      | Jurado                                       |
| 2022    | Hip-Hop Evolution                                    | El mismo             | Guest Cast: Season 2–3                       |
| 2022    | Billboard Music Awards                               | Él mismo/Anfitrión   | Conductor Principal                          |